# جاده

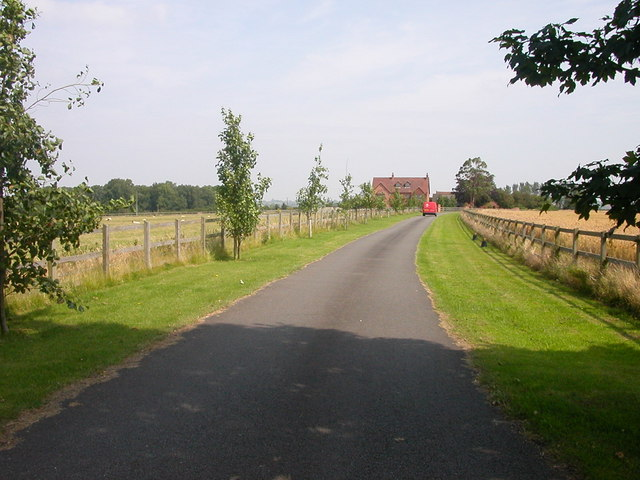
جاده‌ای آسفالت در بریتانیا

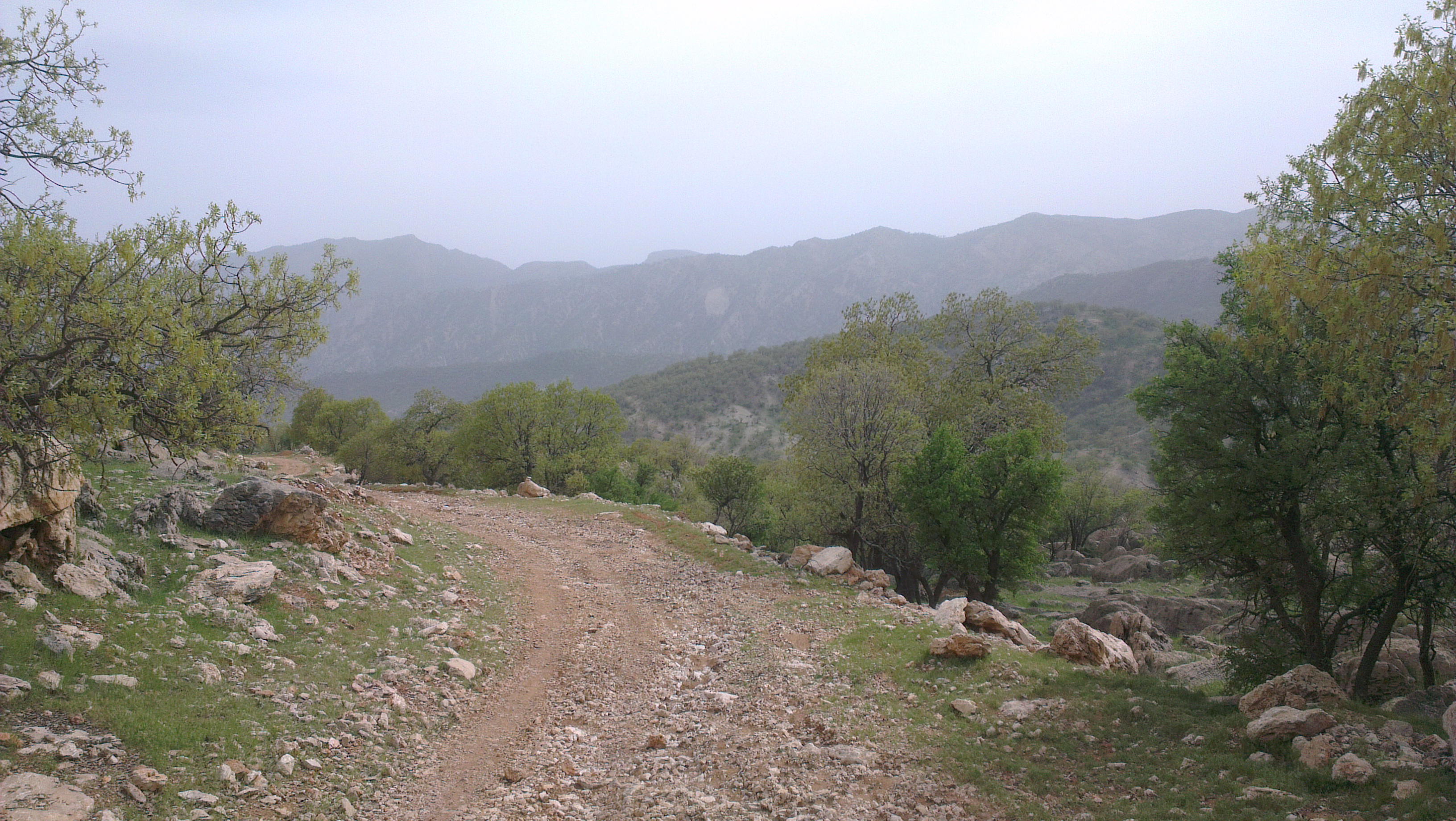
جاده ای خاکی در کوه چاست خوار، شهرستان چرام.

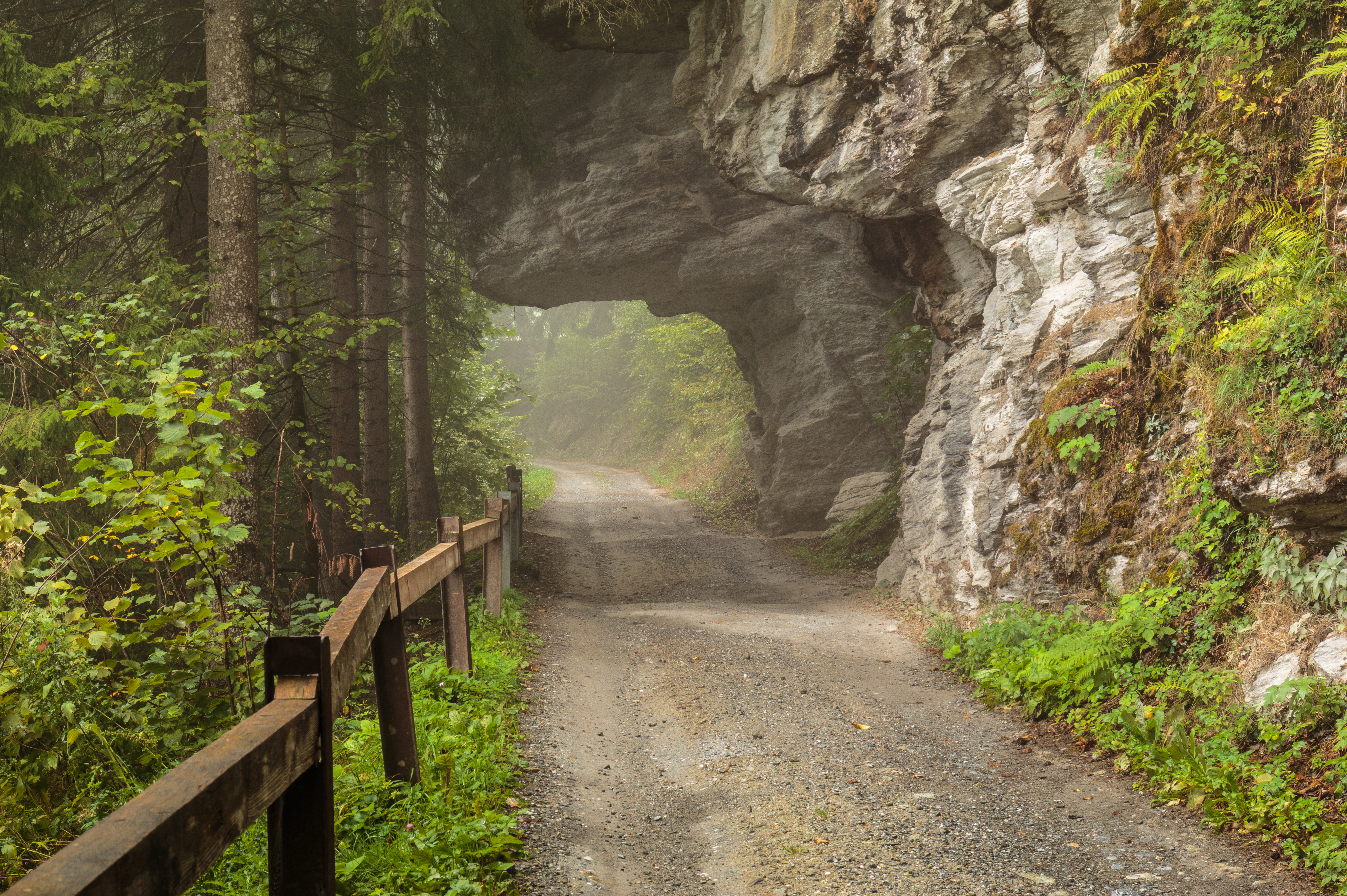
نگاره‌ای از یک جادهٔ جنگلی در بخش سورسلوا در کانتون گراوبوندن، سوئیس.

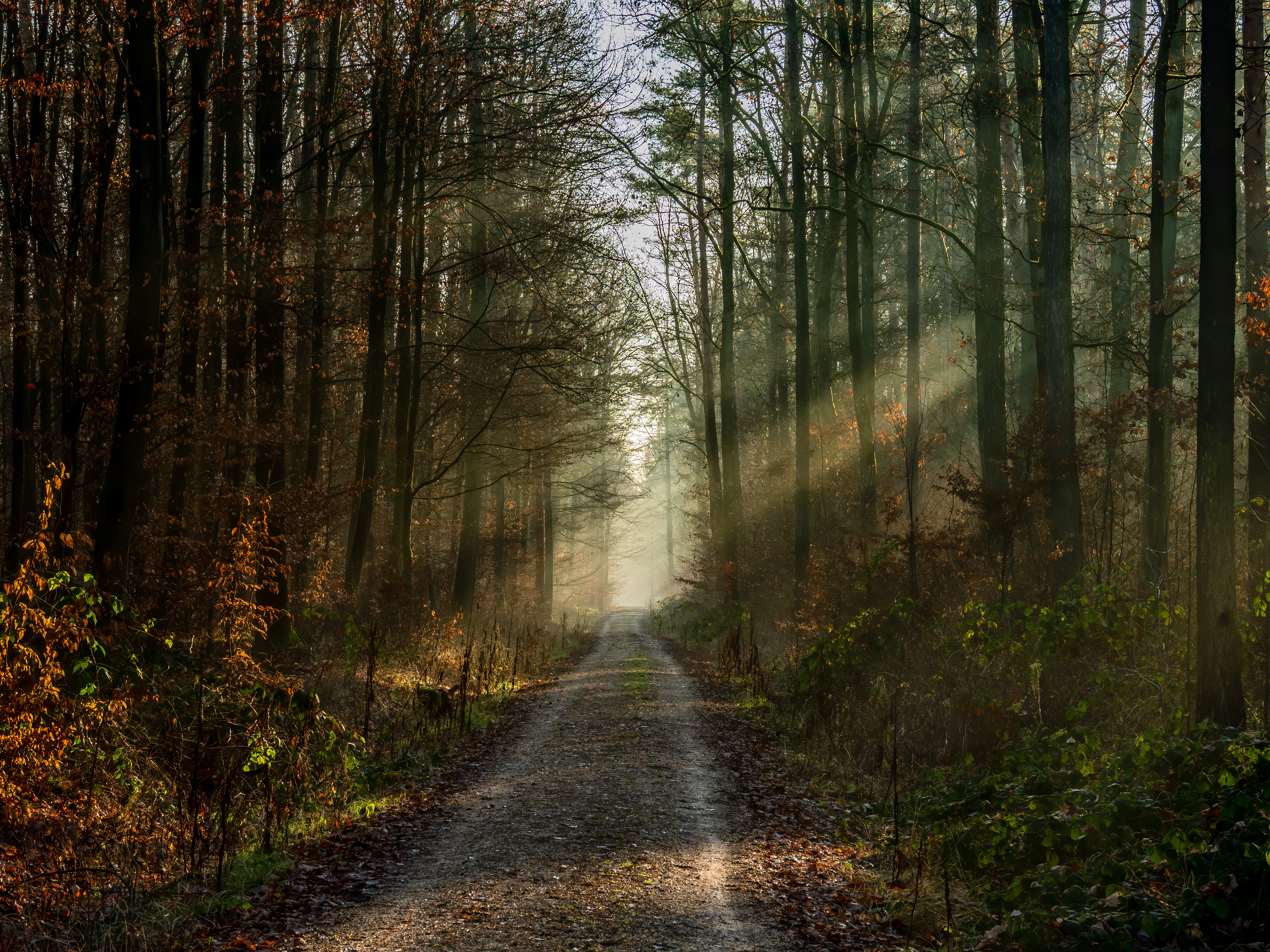
نگاره‌ای از پرتو نور خورشید از میان درختان بلند در جاده‌ای جنگلی در نزدیکی شهر بامبرگ، آلمان.

جاده راهی است که دو یا چند شهر یا روستا را به هم متصل می‌کند.
جاده معمولاً بهترین مسیر برای رفتن از یک مکان به مکان دیگر است ولی همیشه مستقیم‌ترین راه نیست.گاهی مانع‌های طبیعی نظیر رودخانه‌ها یا تپه‌ها باعث مستقیم نبودن جاده می‌شوند.جاده‌های جدید غالباً مراکز شهر یا نواحی مسکونی را دور می‌زنند تا از تراکم رفت و آمد یا ایجاد سر و صدا جلوگیری شود.جاده‌های روستایی املاک شخصی مردم را دور می‌زنند.

## تاریخچه
اولین جاده‌ها راه‌هایی بودند که مردم و چهارپایان از آن‌ها استفاده می‌کردند.این جاده‌ها اغلب مسیرهای ناهموار٬ پرپیچ و خم و باریک بودند.نیاز به جاده‌های مناسب و هموار از زمان اختراع چرخ حس شد.اولین جاده‌های سنگ‌فرش در میان رودان ( عراق کنونی ) در حدود ۲۲۰۰ سال قبل از میلاد ساخته شد.
دوهزار سال بعد٬ رومی‌ها جاده‌های مناسب و مستقیمی در تمام اروپا و آفریقای شمالی ساختند.آن‌ها به این جاده‌ها نیاز داشتند تا سربازانشان بتوانند به سرعت در پهنۀ امپراتوری روم جابه‌جا شوند.جاده‌های رومی با سنگ فرش شده بودند و به سمت پهلویشان شیب داشتند تا آب باران در جاده باقی نماند.

## انواع جاده بر اساس مصالح
- شوسه(به فرانسه: chaussé) جاده‌های خاکی راشوسه می گویند.[نیازمند منبع]
- آسفالته (به فرانسه: Asphalté) جاده‌ای که از مخلوط قیر و سنگریزه(قلوه سنگ) ساخته شده‌است.[نیازمند منبع]

## بررسی دوره‌ای جاده‌ها با کمک کوادکوپتر
بدون شک جاده ها مهمترین شریان های حیاتی حمل و نقل درون شهری و برون شهری هستند. ساخت جاده یک فرایند یکباره نیست بلکه به صورت دوره ای نیاز به بررسی و انجام اقدامات نگهداری دارد. هر چه قدر که این بررسی ها منظم تر باشند و در بازه های زمانی کوتاه تری انجام شوند امکان آسیب رسیدن به جاده ها کاهش پیدا می‌کند و علاوه بر اینکه هزینه‌های بازسازی آن هم کم می‌شود خطرات جاده و تصادفات به صورت چشمگیری کاهش پیدا می‌کند.  انجام بررسی های جاده ای به صورت سنتی علاوه بر افزایش هزینه موجب تاخیر و افزایش بازه های زمانی انجام این کار می‌شود. ک جایگزین قابل اعتماد که اخیراً برای نظارت و بازرسی مسیرهای جاده ای مورد استفاده قرار می گیرد، کوادکوپتر و هلی شات است. استفاده از پهپاد به دلیل قدرت مانور بالا و دسترسی به نتایج دقیق در کمترین زمان بسیار برای این کار مفید است.

## منبع

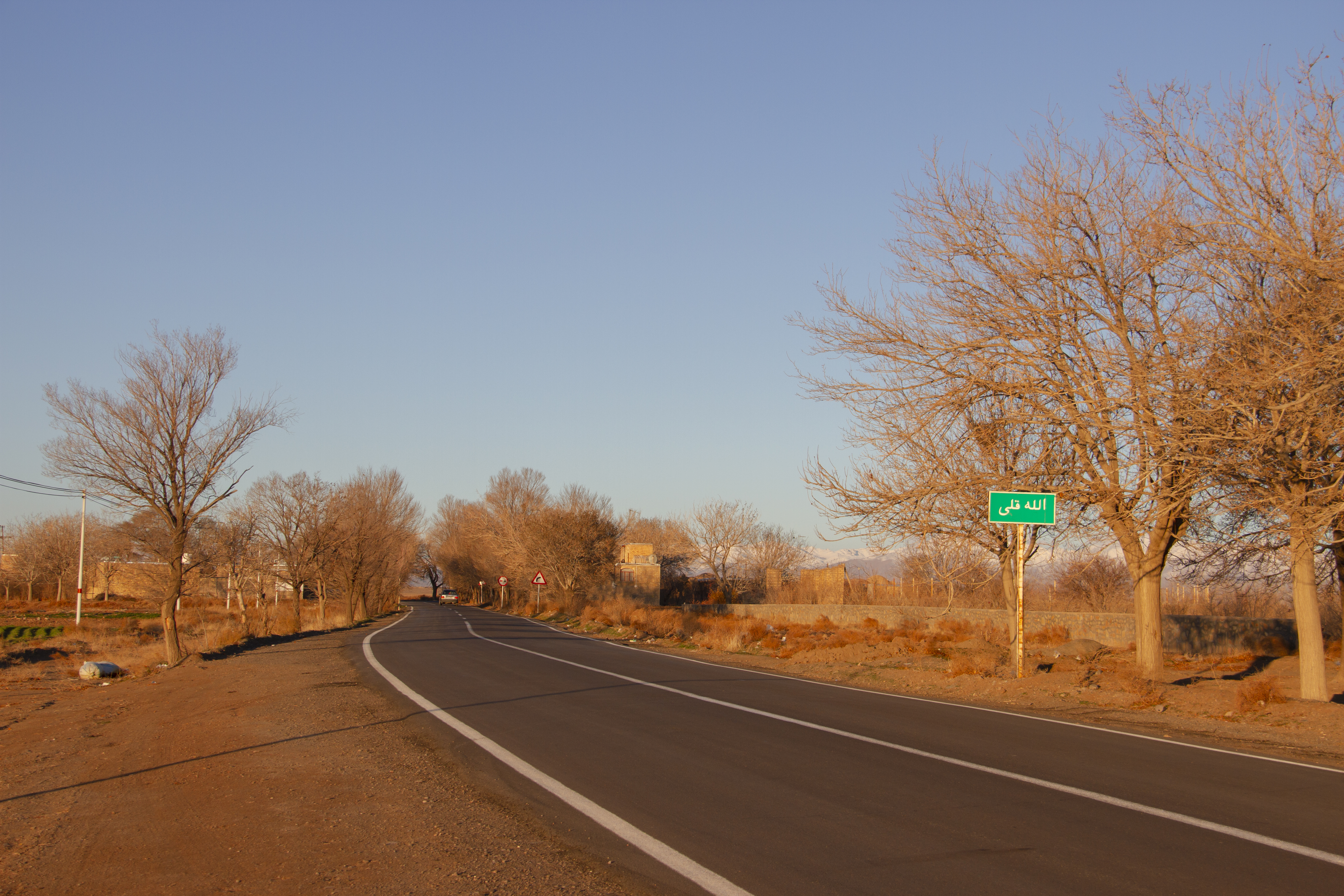
جاده منتهی به روستای تاج خاتون در استان قم

1. ↑  دانشنامهٔ آکسفورد٬ جلد ۱ ص ۲۱۱
2. ↑  دانشنامهٔ آکسفورد٬ جلد ۱ ص ۲۱۲